# Ministerrat der DDR (1967–1971)
Der Ministerrat amtierte vom 14. Juli 1967 bis zum 26. November 1971.
Am 13. Juli 1967 trat der neugebildete Ministerrat der DDR zu seiner konstituierenden Sitzung zusammen. Auf Vorschlag des Vorsitzenden des Ministerrates, Willi Stoph, beschloss der Ministerrat die Bildung des Präsidiums, dem neben dem Vorsitzenden, die 12 Stellvertreter des Vorsitzenden, der Minister der Finanzen Siegfried Böhm und der Vorsitzende des Landwirtschaftsrates Georg Ewald angehörten.

## Mitglieder des Ministerrats
| Amt                                                                       | Name | Partei | Staatssekretär                                                | Partei |
| ------------------------------------------------------------------------- | --- | ------ | ------------------------------------------------------------- | ------ |
| Vorsitzender des Ministerrates                                            | Willi Stoph | SED    | Rudolf Rost Leiter des Büros des Ministerrats                 | SED    |
| Vorsitzender des Ministerrates                                            | Willi Stoph | SED    | Harry Möbis Staatssekretär für Staats- und Wirtschaftsführung | SED    |
| Erster Stellvertreter des Ministerratsvorsitzenden                        | Alfred Neumann ab 26. Juni 1968 verantwortlich für Geologie, die Oberste Bergbehörde und die Sowjetisch-Deutsche Aktiengesellschaft Wismut                            | SED    |                                                               |        |
| Erster Stellvertreter des Ministerratsvorsitzenden                        | Horst Sindermann ab 14. Mai 1971 Aufsicht über die Verstaatlichung des noch vorhandenen privaten Sektors, Zusammenarbeit mit den Räten der Bezirke                    | SED    |                                                               |        |
| Stellvertreter des Vorsitzenden des Ministerrates                         | Alexander Abusch verantwortlich für Kultur und Erziehung Leiter der staatlichen Kommission zur Gestaltung eines einheitlichen sozialistischen Bildungssystems beim MR | SED    |                                                               |        |
| Stellvertreter des Vorsitzenden des Ministerrates                         | Kurt Fichtner verantwortlich für die Grundfonds- und Investitionspolitik                                                                                              | SED    |                                                               |        |
| Stellvertreter des Vorsitzenden des Ministerrates                         | Manfred Flegel | NDPD   |                                                               |        |
| Stellvertreter des Vorsitzenden des Ministerrates                         | Wolfgang Rauchfuß verantwortlich für Industrie und Bauwesen | SED    |                                                               |        |
| Stellvertreter des Vorsitzenden des Ministerrates                         | Gerhard Schürer verantwortlich für Industrie und Bauwesen | SED    |                                                               |        |
| Stellvertreter des Vorsitzenden des Ministerrates                         | Max Sefrin verantwortlich für die Verbindung zu den Kirchen | CDU    |                                                               |        |
| Stellvertreter des Vorsitzenden des Ministerrates                         | Werner Titel verantwortlich für Landwirtschaft und Wasserwirtschaft                                                                                                   | DBD    |                                                               |        |
| Stellvertreter des Vorsitzenden des Ministerrates                         | Gerhard Weiss verantwortlich für den Außenhandel mit Entwicklungsländern Leitung der Arbeitsgruppe RGW                                                                | SED    |                                                               |        |
| Stellvertreter des Vorsitzenden des Ministerrates                         | Herbert Weiz Leiter der Ständigen Arbeitsgruppe Wissenschaftsorganisation beim MR                                                                                     | SED    |                                                               |        |
| Stellvertreter des Vorsitzenden des Ministerrates                         | Kurt Wünsche | LDPD   |                                                               |        |
| Stellvertreter des Vorsitzenden des Ministerrates                         | Günther Kleiber ab 24. Juni 1971 | SED    |                                                               |        |
| Minister für Auswärtige Angelegenheiten                                   | Otto Winzer | SED    | Günter Kohrt                                                  | SED    |
| Minister für Auswärtige Angelegenheiten                                   | Otto Winzer | SED    | Josef Hegen (bis 1969)                                        | SED    |
| Minister für Auswärtige Angelegenheiten                                   | Otto Winzer | SED    | Ernst Scholz (ab 1969)                                        | SED    |
| Minister des Innern                                                       | Friedrich Dickel | SED    | Herbert Grünstein                                             | SED    |
| Minister der Verteidigung                                                 | Heinz Hoffmann | SED    |                                                               |        |
| Minister der Finanzen                                                     | Siegfried Böhm | SED    | Horst Kaminsky                                                | SED    |
| Ministerin für Volksbildung                                               | Margot Honecker | SED    | Werner Lorenz                                                 | SED    |
| Minister für Kultur                                                       | Klaus Gysi | SED    | Horst Brasch                                                  | SED    |
| Vorsitzender der Staatlichen Plankommission                               | Gerhard Schürer | SED    |                                                               |        |
| Minister für Materialwirtschaft                                           | Alfred Neumann bis 26. Juni 1968 Erich Haase | SED    |                                                               |        |
| Minister für Grundstoffindustrie                                          | Klaus Siebold | SED    | Wolfgang Mitzinger (ab 1968)                                  | SED    |
| Minister für Erzbergbau und Metallurgie                                   | Kurt Singhuber | SED    | Otto Menzel                                                   | SED    |
| Minister für Chemische Industrie                                          | Günther Wyschofsky | SED    | Karl-Heinz Schäfer (bis 1969)                                 | SED    |
| Minister für Chemische Industrie                                          | Günther Wyschofsky | SED    | Karl Kaiser (ab 1969)                                         | SED    |
| Minister für Elektrotechnik und Elektronik                                | Otfried Steger | SED    | Karl Nendel                                                   | SED    |
| Minister für Schwermaschinen- und Anlagenbau                              | Gerhard Zimmermann | SED    | Hans Frenzel                                                  | SED    |
| Minister für Verarbeitungsmaschinen- und Fahrzeugbau                      | Rudi Georgi | SED    | Walter Böhme                                                  | SED    |
| Minister für Leichtindustrie                                              | Johann Wittik | SED    | Karl Bettin                                                   | SED    |
| Minister für Bezirksgeleitete und Lebensmittelindustrie                   | Erhard Krack | SED    | Udo-Dieter Wange                                              | SED    |
| Minister für Wissenschaft und Technik                                     | Günter Prey | SED    | Klaus Stubenrauch (ab 1969)                                   | SED    |
| Minister für Handel und Versorgung                                        | Günter Sieber | SED    | Kurt Lemke Kurt Bernheier (ab 1968)                           | SED    |
| Minister für Bauwesen                                                     | Wolfgang Junker | SED    | Karl Schmiechen                                               | SED    |
| Minister für Außenwirtschaft                                              | Horst Sölle | SED    | Dieter Albrecht                                               | SED    |
| Minister für Außenwirtschaft                                              | Horst Sölle | SED    | Horst Scholtz (bis 1969)                                      | SED    |
| Minister für Außenwirtschaft                                              | Horst Sölle | SED    | Gerhard Beil (ab 1969)                                        | SED    |
| Minister und Vorsitzender des Komitees der Arbeiter-und-Bauern-Inspektion | Heinz Matthes | SED    | Hans Albrecht (bis 1968)                                      | SED    |
| Minister und Vorsitzender des Komitees der Arbeiter-und-Bauern-Inspektion | Heinz Matthes | SED    | Werner Greiner-Petter (ab 1968)                               | SED    |
| Minister für Gesundheit                                                   | Max Sefrin | CDU    | Michael Gehring († 1969)                                      | SED    |
| Minister der Justiz                                                       | Kurt Wünsche | LDPD   | Hans Ranke                                                    | SED    |
| Minister für Post und Fernmeldewesen                                      | Rudolph Schulze | CDU    | Richard Serinek                                               | SED    |
| Minister für Verkehr                                                      | Erwin Kramer bis 14. Dezember 1970 Otto Arndt | SED    | Heino Weiprecht                                               | SED    |
| Vorsitzender des Landwirtschaftsrates                                     | Georg Ewald | SED    | Heinz Kuhrig (ab 1968)                                        | SED    |
| Minister für Staatssicherheit                                             | Erich Mielke | SED    | Bruno Beater 1. Stellvertreter des Ministers                  | SED    |
| Minister für Hoch- und Fachschulwesen                                     | Ernst-Joachim Gießmann bis 16. September 1970 Hans-Joachim Böhme | SED    | Günter Bernhardt (ab 1967)                                    | SED    |
| Minister für Hoch- und Fachschulwesen                                     | Ernst-Joachim Gießmann bis 16. September 1970 Hans-Joachim Böhme | SED    | Hans-Joachim Böhme (ab 1968)                                  | SED    |
| Minister für die Anleitung und Kontrolle der Bezirksräte                  | Fritz Scharfenstein | SED    |                                                               |        |
| Leiter des Amtes für Preise                                               | Walter Halbritter | SED    |                                                               |        |